# 内藤朝佳
内藤 朝佳（ないとう あさか、7月16日 ）は、近畿地方を拠点に活動している日本のフリーアナウンサー。愛知県出身。タレントオフィスともだちに所属していたが、現在はフリー。
2022年8月までは内藤朝華として活動。

## 人物
大阪芸術大学芸術学部放送学科卒業。
近畿地方を中心に主にイベントやケーブルテレビ・ラジオ番組のMCとして活動している。
2011〜2021年まで11シーズンガンバ大阪のスタジアムMCを務めた。
アスリートやタレントのトークショーのMCを担当することも多い。
2022年9月より本名である内藤朝佳に漢字表記を変更した。
幼い頃から母の影響で韓国に数多く訪れ、小学生の頃、夏休みに1ヶ月間1人での渡韓経験もある。20代の頃から本格的に韓国語の勉強を始め、短期留学を繰り返していた。
趣味はゴルフ。

## 現在の主な出演番組
- ケーブルニュースあかし（明石ケーブルテレビ）

## 過去の担当番組

### TV
- ええやん!!ぶらたまご（姫路ケーブルテレビ・BAN–BANテレビ・明石ケーブルテレビ）
- ええやん!!あかし・海峡のまち明石（明石ケーブルテレビ）
- ぽじポジたまご内 ぽじたまショッピング（KBS京都）
- ゲツ→キン・eo光ニュースK・大阪マラソン7時間30分完全生中継（eo光チャンネル）
- お元気ですか!市民のみなさん・吹田まつり生中継（J:COM）
- GAMBA FAMiLY・祝三冠ガンバ大阪優勝特番（スカパー）

### ラジオ
- TOOTH TOOTH SOLEIL（Kiss-FM KOBE）
- 平松愛理のいいんじゃない？（ラジオ関西）
- Friday Atomic Radio（FM尼崎）